# Merrell Fankhauser
Pour les articles homonymes, voir Fankhauser.
Merrell Wayne Fankhauser (né le 23 décembre 1943 à Louisville, Kentucky, États-Unis) est un chanteur, auteur-compositeur et guitariste américain. Il est actif essentiellement dans les années 1960 et 1970, avec des groupes tels que The Impacts, Merrell & the Exiles, HMS Bounty, Fankhauser-Cassidy Band, Mu. et le faux groupe Fapardokly. Il publie plus de 300 compositions, et expérimente plusieurs ambiances musicales, entre une musique surf, le folk psychédélique, le rock et le blues.

## Biographie

### Jeunesse
Il naît le 23 décembre 1943 à Louisville dans le Kentucky aux États-Unis. Après avoir déménagé à San Luis Obispo en Californie à l'adolescence, il commence à jouer du ukulélé et de la guitare et joue rapidement dans des cinémas et des spectacles de jeunes talents.

### The impacts
En 1960, après l'un de ces spectacles, il rejoint un groupe local The Impacts en tant que guitariste principal,. Leur son est influencé par Ventures et semble avoir lui-même influencé la scène surf naissante.
En 1962, Norman Knowles, le saxophoniste de The Revels rencontre Merrell et ses camarades de groupe après un spectacle au Rose Garden Ballroom. Il les convainc d'enregistrer une session avec Tony Hilder dans un petit studio dans la région d'Hollywood. Le groupe est ravi, mais l'opération n'est pas une réussite financière. Ils enregistrent les chansons « Wipe Out », « Fort Lauderdale », « Tears », « Revellion », « Blue Surf », « Impact », « Steel Pier », « Tandem », « Sea Horse », « Beep Beep », « Lisa » et « Church Key ». Les enregistrements sont suivis par Norman Knowles et Tony Hilder et signés par Del-Fi Records, dont le propriétaire Bob Keene sort l'album immédiatement. Knowles et Hilder arnaquent le groupe en ne révélant jamais au groupe combien d'argent ces enregistrements rapportèrent. De plus, ils font signer au groupe un contrat d'un dollar. Merrell et son groupe n'ont pas pu percevoir de redevances sur cette musique pendant 36 ans, car Hilder et Knowles réclamaient à la fois des redevances d'artiste et d'édition à Del-Fi Records. Cet épisode douloureux sert de leçon à Merrell et ses camarades de groupe. Mais dans la suite de sa carrière musicale, Merrell rencontre de nombreux autres requins de studios.

### Fapardokly
Fankhauser quitte le groupe et déménage avec ses parents à Lancaster, en Californie,. C'est là qu'il rencontre Jeff Cotton (plus tard membre du Captain Beefheart 's Magic Band), avec qui il forme The Exiles en 1964. Le groupe, qui comprend également John « Drumbo » French, connait un certain succès régional avec des chansons telles que « Can't We Get Along », mais se sépare ensuite. Fankhauser retourne sur la côte, forme un nouveau groupe, Merrell and the Xiles, qui connaît un petit succès avec « Tomorrow's Girl » en 1967.
Un album suit, qui comprend d'anciennes chansons d'Exiles et des nouveaux morceaux folk psychédélique. 12 chansons enregistrées par Merrell & the Exiles sont publiées sous le nom de groupe Fapardokly, même si ce groupe n'a jamais réellement existé. Pour l'album, le groupe est crédité sous le nom de Fapardokly, prenant son nom des noms de famille des membres originaux - Fankhauser, Dan Parrish (basse), Bill Dodd (guitare) et Dick Lee de The Brymers (batterie). Malgré son succès ultérieur, l'album ne rencontre pas un succès immédiat.

### HMS Bounty
Fankhauser et Dodd forment ensuite un autre groupe, plus ouvertement psychédélique, avec Jack Jordan (basse) et Larry Meyers (batterie), le nommant HMS Bounty. Ils remportent un contrat d'enregistrement avec Uni Records, et leur album éponyme sort en 1968, suivi du single "Tampa Run". Cependant, le succès est à nouveau contrarié par des problèmes personnels et de maison de disques, et le groupe se sépare.

### Mu
Après avoir retrouvé Jeff Cotton en 1970, Fankhauser forme ensuite Mu,. En 1971, leur premier album, entre rhythm and blues et psychédélisme, sort et devient un succès radio. De plus en plus fasciné par les légendes du continent perdu de Mu, Fankhauser s'installe avec son groupe sur l'île hawaïenne de Maui en février 1973. Ils forment une communauté mystique et végétarienne et rejoints par une violoniste, ils enregistrent une centaine de morceaux. Les morceaux pour un deuxième album de Mu sont enregistrés à Maui en 1974, mais ne sortent que dans les années 1980 sur les deux LP The Last Album ( sorti en Italie sur Appaloosa en 1981) et Children Of The Rainbow (sorti aux États-Unis sur Blue Form en 1985). Mu se dissout en 1975. Fankhauser enregistre un album solo, Maui (1976), avant de retourner en Californie à la fin des années 1970. Tous ses enregistrements des années 1970 sont ensuite réédités à plusieurs reprises au format CD.

### Travail solo ultérieur
Fankhauser continue d'enregistrer, occasionnellement avec des amis dont John Cipollina, Pete Sears et plus tard Ed Cassidy de Spirit dans The Fankhauser Cassidy Band, tout en produisant de nouveaux albums de surf crédités à The Impacts. Fankhauser produit également des émissions de radio et de télévision telles que Tiki Lounge
En juin 2015, Fankhauser sort un album rock mp3 intitulé Signals from Malibu.

## Discographie
Il enregistre plus de 300 compositions, publiée dans de nombreux albums,,, et expérimente plusieurs ambiances musicales, entre musique surf, le folk psychédélique, le rock et le blues :

### En groupe

#### The Impacts
- Wipe Out!, 1963

#### Avec Merrell & the Exiles
- The Early Years 1964–1967, 1993

#### H.M.S. Bounty
- Things!, Shamley, Sundazed,1968

#### Fankhauser-Cassidy Band
- Further On Up the Road, Akarma, 2001
- Stolen Guitar Blues, 2008

#### Mu
- Mu, RTV Records, 1971
- The Last Album, Appaloosa, 1982
- Children Of The Rainbow, Blue Form, 1985
- End Of An Era...., Reckless Records (2), 1988

### En solo
- Fapardokly, 1966
- The Maui Album, Cherry Red, 1976
- Merrell Fankhauser, Maui Records, 1976

- A Day In Paradise, Sourse, 1985
- Dr. Fankhauser, D Town 1986
- Message to the Universe, 1986
- Flying to Machu Picchu, 1992
- California Live, Legend, 1997
- Maui, 1997
- Return to Mu, Sundazed, 2003
- Rockin and Surfin, Captain Trip Records, 2004
- Move to Higher Ground, Music Maniac Records, 2009
- Area 51 Suite, Gonzo Multimedia, 2013
- Rainbow Bridge Revisited [Original Soundtrack], Gonzo / Gonzo Multimedia, 2013
- Tiki Lounge [Live], Goldenlane, 2018